# جلال‌ الدین محمود سلطان شاه
جلال الدين محمود سلطان شاه، المعروف بـ(سلطان شاه الخوارزمي) (تُوفي في 29 أيلول 1193 م)، كان مدعيًا للقب الخوارزم شاه من عام 1172 حتى وفاته. وهو ابن إل أرسلان.
في عام 1172 م، توفي إل أرسلان، وبدأ أبناؤه يتنازعون على خلافته. كان سلطان شاه الابن الأصغر ولكنه اعتُبر الوريث الرسمي، ونصبّته والدته ترخان خاتون، على العرش. أما الابن الأكبر علاء الدين تكيش، فقد فر إلى القراخطائيين، وطلب منهم تنصيبه خلفًا لأخيه، واعدًا إياهم بجزية سنوية. فأُرسل إليه جيش كبير، وسرعان ما انطلق إلى خوارزم.
قرّر سلطان شاه ووالدته الفرار، بعد سماعهما بتقدم تكش، ونصّب تكش نفسه في خوارزم دون معارضة في كانون الأول 1172 م. تمكن سلطان شاه وترخان خاتون من كسب دعم مؤيد الدين أيابا، وهو أمير سلجوقي سابق نصّب نفسه في نيسابور منذ انهيار السلطة السلجوقية هناك. وفي عام 1174 م، قاد جيشًا إلى خوارزم، لكن هزمه تكش وأسر أيابا وأعدمه. وبعد وفاة أيابا وجد سلطان شاه في النهاية ملجأً لدى الغوريين، لكن قوات تكش طاردت والدته ترخان خاتون وقتلتها.
في أواخر سبعينيات القرن الثاني عشر، استدعى القراخطائيون سلطان شاه، الذي كان لا يزال يقيم في أراضي الغوريين. وتمرد تكش رافضًا دفع الجزية، وقتل مسؤولي القراخطائيين . خرج سلطان شاه من المنفى، وأُرسل جيش من القراخطائيون لإعادته إلى عرش خوارزم شاه. إلا أن تكش نجح في صد هذا الهجوم بفتح سدود نهر جيحون، مما أدى إلى غرق طريق العدو.
قرر الجزء الأكبر من جيش القراخطائيون العودة إلى الوطن، لكن سلطان شاه أقنع قائده بترك فرقة من الجنود معه. وبهذه القوة الصغيرة، انطلق إلى خراسان، التي كانت لا تزال تحت سيطرة قبائل الأتراك الغزية وأمراء السلاجقة. نجح في الإطاحة بالعديد من الحكام المحليين، مما أدى إلى غزوه لسرخس وطوس ومرو بحلول عام 1181 م. كما ضايق الأراضي الغورية حول بادغيس.
على مدى السنوات القليلة التالية، ظلّ سلطان شاه يُشكّل تهديدًا لتكش، الذي اضطرّ نتيجةً لذلك إلى شنّ حملاتٍ إلى خراسان عدة مرات. ومع ذلك، لم يُحقّق سلطان شاه أيّ انتصاراتٍ تُذكر على أخيه. كما واجه بعض المشاكل مع الغوريين؛ ففي حملةٍ عامي 1189/1190 م، غزوا أراضيه وهزموه واستولوا على بعض ممتلكاته.
في عام 1192 م، قرر سلطان شاه شن حملة على خوارزم، مستغلًا غياب تكش هناك؛ إذ كان الأخير آنذاك في غرب إيران يقاتل سلاجقة همدان. إلا أنه توفي أثناء الحملة (عام 1193 م)، واستولى تكش على بعض ممتلكاته، وأعاد توحيد أراضي خوارزم.